# Липпинкотт-Шварц, Дженнифер
Дженнифер Липпинкотт-Шварц (Jennifer A. Lippincott-Schwartz; род. 19 октября 1952, Манхэттен, Канзас) — американский цитолог, исследовательница органелл.
Доктор философии, групп-лидер Janelia Research Campus (с 2016), перед чем более 30 лет провела в Национальных институтах здравоохранения. Член Национальных Академии наук (2008) и Медицинской академии (2009) США.

## Биография
Дженнифер Липпинкотт-Шварц родилась в 1952 году, в семье профессора физической химии Университета Мэриленда. Окончила с отличием Суортмор-колледж (бакалавр психологии и философии, 1974). Затем учительствовала в Африке. По возвращении в США, в 1979 году получила степень магистра биологии в Стэнфорде в лаборатории Philip Hanawalt, изучая репарацию ДНК, и затем — доктора философии по биохимии в Университете Джонса Хопкинса. В Национальных институтах здравоохранения являлась постдоком у Richard D. Klausner, после чего запустила собственную лабораторию там же. Тесно сотрудничала с физиками Эриком Бетцигом, впоследствии нобелевским лауреатом по химии 2014 года, и Harald Hess. В 2016 году перевела свою лабораторию из Национальных институтов здравоохранения в Janelia Research Campus.
Также является содиректором курса физиологии Marine Biological Laboratory.
В 2014 году президент Американского общества клеточной биологии.
Член EMBO (2017) и Американской академии искусств и наук (2019).
Редактор Current Protocols in Cell Biology, член редколлегии Cell.
Её восхищает Леонардо да Винчи, а из современников — Ronald Vale.
Совм. с Томасом Поллардом и др. соавтор учебника "Cell Biology" (3-е изд. - 2016).

## Награды и отличия
- Society of Histochemistry Feulgen Prize (2001)
- Royal Microscopical Society[англ.] Pearse Prize (2010)
- Keith R. Porter Lecture[англ.] (2011)
- Newcomb Cleveland Prize[англ.] (2015)
- Van Deenen Medal[нем.] (2017)
- Медаль Э. Б. Уилсона (2020)
- Премия Диксона (2023)
- Feodor Lynen Medal[когда?]